# Knud Hvidberg
Knud Wedel Hvidberg, född 27 maj 1927 i Holstebro på mellersta Jylland, död 5 maj 1986, var en dansk målare och skulptör.

## Biografi
Hvidberg var självlärd konstnär. I början av 1960-talet målade han först i konstruktivistisk stil, inspirerad av Gunnar Aagaard Andersen och andra medlemmar i konstnärsföreningen Linien II. Hans skulpturala verk var mobiler gjorda av takrännor, plexiglas och järn som drivs av elmotorer. En mobil, utvecklad tillsammans med William Soya, hade också en ljud- och ljuskomponent som föregick senare installationer. Hvidbergs POEX-utställning från 1965 kombinerade avantgardistisk utveckling inom konst, poesi och drama. Hvidberg sökte ge sina mobiler associationer till kosmos och till antika civilisationer. Medan han var i Rom i början av 1979 blev han återigen intresserad av symbolism, som hade präglat hans tidiga verk med kors och hakkors.
På 1980-talet dekorerade Hvidberg ett antal byggnader, inklusive Vordingborgs utbildningscenter (Vordingborg Uddannelsescenter) 1985.

## Utmärkelser
1972 erhöll Hvidberg Eckersbergmedaljen.